# Faeröers voetbalelftal in 1994
Het Faeröers voetbalelftal speelde in totaal drie interlands in het jaar 1994, alle duels in de kwalificatiereeks voor het EK voetbal 1996 in Engeland. Net als in 1993 gingen alle wedstrijden verloren. De nationale selectie stond voor het eerste jaar onder leiding van de Deense bondscoach Allan Simonsen, de opvolger van de eind 1993 opgestapte Páll Guðlaugsson. Op de in 1993 geïntroduceerde FIFA-wereldranglijst zakte Faeröer in 1994 van de 115de (januari 1994) naar de 133ste plaats (december 1994).

## Balans
| Wedstrijden | Wedstrijden | Wedstrijden | Wedstrijden | Doelpunten | Doelpunten | Doelpunten | Punten |
| Gespeeld    | Winst       | Gelijk      | Verlies     | Voor       | Tegen      | Saldo      | Punten |
| ----------- | ----------- | ----------- | ----------- | ---------- | ---------- | ---------- | ------ |
| 3           | 0           | 0           | 3           | 2          | 15         | –13        | 0.000  |

## Interlands
|                                                               |                                |       | |                                                                             |
| 7 september EK-kwalificatie № 27 «onderlinge duels» 18:00 uur | Faeröer                        | 1 – 5 | Griekenland | Svangaskarð, Toftir Toeschouwers: 3.000 Scheidsrechter: Michel Piraux (BEL) |
| 7 september EK-kwalificatie № 27 «onderlinge duels» 18:00 uur | Stratos Apostolakis 90' (e.d.) |       | 12' Dimitris Saravakos 17' Giotis Tsalouhidis 55' Alekos Alexandris 61' Alekos Alexandris 86' Giotis Tsalouhidis | Svangaskarð, Toftir Toeschouwers: 3.000 Scheidsrechter: Michel Piraux (BEL) |

|                                                              |                                                                                       |       |                |                                                                              |
| 12 oktober EK-kwalificatie № 28 «onderlinge duels» 20:00 uur | Schotland                                                                             | 5 – 1 | Faeröer        | Hampden Park, Glasgow Toeschouwers: 20.885 Scheidsrechter: Terje Hauge (NOR) |
| 12 oktober EK-kwalificatie № 28 «onderlinge duels» 20:00 uur | John McGinlay 4' Scott Booth 34' John Collins 40' Billy McKinlay 61' John Collins 72' |       | 75' Jan Müller | Hampden Park, Glasgow Toeschouwers: 20.885 Scheidsrechter: Terje Hauge (NOR) |

|                                                               | |       |         |                                                                                          |
| 16 november EK-kwalificatie № 29 «onderlinge duels» 18:00 uur | Finland | 5 – 0 | Faeröer | Olympisch Stadion, Helsinki Toeschouwers: 2.500 Scheidsrechter: Gylfi Thór Orrason (ISL) |
| 16 november EK-kwalificatie № 29 «onderlinge duels» 18:00 uur | Antti Sumiala 37' Jari Litmanen 53' Jari Litmanen 72' Mika-Matti Paatelainen 75' Mika-Matti Paatelainen 85' |       |         | Olympisch Stadion, Helsinki Toeschouwers: 2.500 Scheidsrechter: Gylfi Thór Orrason (ISL) |

## FIFA-wereldranglijst
| JAN | FEB | MAR | APR | MEI | JUN | JUL | AUG | SEP | OKT | NOV | DEC |
| --- | --- | --- | --- | --- | --- | --- | --- | --- | --- | --- | --- |
| 115 | 114 | 118 | 120 | 122 | 125 | 127 | 127 | 128 | 132 | 131 | 123 |

## Statistieken
| Jens Martin Knudsen  | 1967-06-11 | GÍ Gøta            | 3 | 0 | 0 | 25 | 0 |
| Verdediging          |            |                    |   |   |   |    |   |
| Tummas Eli Hansen    | 1966-02-11 | B36 Tórshavn       | 3 | 0 | 0 | 23 | 0 |
| Óli Johannesen       | 1972-05-06 | TB Tvøroyri        | 3 | 0 | 0 | 11 | 0 |
| Jan Dam              | 1968-09-07 | HB Tórshavn        | 2 | 0 | 0 | 22 | 1 |
| Jens Kristian Hansen | 1971-09-03 | Randers Freja      | 2 | 0 | 0 | 2  | 0 |
| Janus Rasmussen      | 1965-06-02 | GÍ Gøta            | 1 | 1 | 0 | 2  | 0 |
| Middenveld           |            |                    |   |   |   |    |   |
| Øssur Hansen         | 1971-01-07 | Vejle BK           | 3 | 0 | 0 | 8  | 0 |
| Magni Jarnskor       | 1968-11-16 | GÍ Gøta            | 3 | 0 | 0 | 12 | 0 |
| Henning Jarnskor     | 1972-11-15 | GÍ Gøta            | 2 | 1 | 0 | 3  | 0 |
| Djóni Joensen        | 1972-08-21 | NSÍ Runavík        | 1 | 1 | 0 | 2  | 0 |
| Abraham Hansen       | 1959-06-16 | ÍF Fuglafjørður    | 1 | 0 | 0 | 23 | 0 |
| Allan Mørkøre        | 1971-11-22 | KÍ Klaksvík        | 1 | 0 | 0 | 20 | 1 |
| Jens Erik Rasmussen  | 1968-06-02 | 07 Vestur Sørvágur | 0 | 2 | 0 | 12 | 0 |
| Aanval               |            |                    |   |   |   |    |   |
| Jan Allan Müller     | 1969-07-25 | AC Horsens         | 3 | 0 | 1 | 16 | 1 |
| Todi Jónsson         | 1972-02-02 | Lyngby BK          | 3 | 0 | 0 | 15 | 1 |
| Kurt Mørkøre         | 1969-02-02 | KÍ Klaksvík        | 2 | 0 | 0 | 19 | 1 |

FSF · A-internationals · Statistieken · Bondscoaches · Faeröers vrouwenelftal · Faeröer U21 · Faeröer U20 · Faeröer U19 · Faeröer U18 · Faeröer U17 · Faeröer U16
1980 – 1989 ·
1990 – 1999 ·
2000 – 2009 ·
2010 – 2019 ·
2020 – 2029
1988 · 
1989 · 
1990 ·
1991 · 
1992 · 
1993 · 
1994 · 
1995 · 
1996 · 
1997 · 
1998 · 
1999 · 
2000 · 
2001 · 
2002 · 
2003 · 
2004 · 
2005 · 
2006 · 
2007 · 
2008 · 
2009 · 
2010 · 
2011 · 
2012 · 
2013 · 
2014 · 
2015 · 
2016 ·
2017 ·
2018 ·
2019 ·
2020 ·
2021 ·
2022 ·
2023 ·
2024
Albanië ·
Andorra ·
Armenië ·
Azerbeidzjan ·
België ·
Bosnië en Herzegovina ·
Canada ·
Cyprus ·
Denemarken ·
Duitsland ·
Estland ·
Finland ·
Frankrijk ·
Georgië ·
Gibraltar ·
Griekenland ·
Hongarije ·
Ierland ·
IJsland ·
Israël ·
Italië ·
Joegoslavië ·
Kazachstan ·
Kosovo ·
Letland · 
Liechtenstein ·
Litouwen ·
Luxemburg ·
Malta ·
Moldavië ·
Nederland ·
Noord-Ierland ·
Noord-Macedonië ·
Noorwegen ·
Oekraïne ·
Oostenrijk ·
Polen ·
Portugal ·
Roemenië ·
Rusland ·
San Marino ·
Schotland ·
Servië ·
Servië en Montenegro · 
Slovenië ·
Slowakije ·
Spanje ·
Thailand ·
Tsjechië ·
Tsjecho-Slowakije ·
Turkije ·
Wales ·
Zweden ·
Zwitserland